# 海底地磁條帶

海底海底地磁條帶

海底海底地磁條帶的展示：顔色越暗，越近正向磁場

海底地磁條帶（英語：Seafloor magnetic striping）是指海底地球磁場的變化有如斑馬的圖案，呈條帶分佈（如圖）。這是由於新洋殼從洋中脊溢出后，被當時地球磁場，磁化后形成的洋殼。因爲地球磁極軸的反轉，陸續形成的洋殼，有正負磁場相間的分佈。因而形成斑馬的圖案。這也是證明海底擴張最有力的證據.。

## 歷史
從 1950 年代開始，Victor Vacquier 使用由第二次世界大戰期間開發的空中探測器改裝而成的磁力計來探測潛艇。開始偵察出海底的磁場有變化。 這不令人驚訝，因為海底的玄武岩含磁鐵礦，會在局部扭曲羅盤讀數。 冰島水手早在 18 世紀後期，就認識到了這種現象。 但更重要的是，由於磁鐵礦的存在賦予玄武岩可測量的磁性，而磁性的變化也提供研究深海床另一種方法。
從1950 年代後，當廣闊的區域收集到海底磁場資料后，海底磁場成圖就呈現出一種類似斑馬的圖案：一個條紋具有正常極性，而相鄰的條紋具有相反的極性。 這些條紋被稱為地海底地海底地磁條帶，由 Ron G. Mason 及其同事於 1961 年發表，但沒有對這些數據的解釋
.
在 1960 年代初期，Heezen、Hess 和 Dietz 等科學家開始提出理論. 他們認為 來自地球深處的岩漿很容易通過洋中脊的薄弱區域（中央裂谷）上升，並最終在頂部噴發，形成新的海洋地殼。 這個過程最初被命名為“傳送帶學說”，後來被稱為海底擴張學說。 這個地質過程運行了數百萬年，而在50,000 公里濶的海洋形成新的海底。
在磁條“斑馬圖案”的地圖出版僅四年後，勞倫斯•莫利和弗雷德•瓦恩分別獨立的和德拉蒙德•馬修斯於 1963 年正確建立海底擴張與這些圖案之間的因果關係， 現在稱為 Vine-Matthews-Morley 學說。 這學說有下列證據的支持：
1. 條帶之分佈大洋中脊是對稱的； 在山脊或山脊附近，岩石非常年輕，遠離山脊逐漸變老,
2. 洋中脊頂部最年輕的岩石都具有現代（正常）極性,
3. 岩石在不同的條帶中出現交替磁極反轉，表明它們是在不同時期形成的，記錄了地球磁場反轉事件.

## 影響
通過解釋斑馬狀海底地磁條帶和大洋中脊系統的構造，海底擴張假說 迅速獲得廣汎認可，並使板塊構造理論進一步進展。 此外，海洋地殼現在被視為地球磁場地磁場反轉 歷史的自然“磁帶錄音”。 目前的研究，致力於校準海洋地殼中的正磁場反轉模式，另一方面致力於鑒定玄武岩層的年代測定，來建立磁地層學。 并進一步對海底擴張速率的估計 和板塊重建。